# Bonaires flagga
Bonaires flagga infördes den 11 december 1981 och representerar den nederländska ön i Karibiska Nederländerna. Flaggan firas årligen den 6 september, det traditionella datumet som européer först anlände till ön. Den professionella vexillologen Whitney Smith var involverad i att utveckla Bonaires flagga.
Flaggan har ett stort mörkblått diagonalt band i det nedre högra hörnet och ett mindre gult diagonalt band i det övre vänstra hörnet. De mörkblå och gula banden representerar havet respektive solen medan den delande vita remsan representerar fred och frihet. Det gula bandet var tidigare rött som en referens till den nederländska flaggan, men ändrades vid något tillfälle för att undvika att ha två åtskilda sektioner av rött (från stjärnan). De färgade banden är åtskilda av en vit remsa, i den vita fältet finns en svart kompass och en röd sexuddig stjärna.
Den svarta kompassen representerar Bonaires befolkning som ett sjöfarande folk, medan pilarna som justerar den symboliserar jämlikhet i kompassens fyra kardinalriktningar. Den röda sexuddiga stjärnan representerar Bonaires ursprungliga sex byar: Antriol, Nikiboko, Nort Saliña, Playa, Rincon och Tera Korá.